# Paepalanthus piresii
Paepalanthus piresii är en gräsväxtart som beskrevs av Harold Norman Moldenke. Paepalanthus piresii ingår i släktet Paepalanthus och familjen Eriocaulaceae. Inga underarter finns listade i Catalogue of Life.